# Larry Young (Leichtathlet)
Larry Young (eigentlich Lawrence Dean Young; * 10. Februar 1943 in Independence, Missouri) ist ein ehemaliger US-amerikanischer Leichtathlet und zweifacher Olympiamedaillengewinner im 50-km-Gehen.
Young gilt als der erfolgreichste US-amerikanische Geher in der Geschichte. Nach der High School diente er bis 1965 bei der United States Navy, bevor er sich dem Leistungssport zuwandte. Bald erkannte er sein Talent für die längeren Distanzen. Auf seiner Paradestrecke, den 50 Kilometern, dominierte er in folgenden Jahren die nationalen Meisterschaften und feierte hier zwischen 1966 und 1977 neun Siege bei zwölf Austragungen (1966–1968, 1971–1972, 1974–1977). Darüber hinaus siegte er jeweils einmal über 20 Kilometer sowie auf der Bahn über 10.000 Meter, 5000 Meter (jeweils 1972) und zwei Meilen (1971).
Seine erste internationale Medaille gewann Young bei den Panamerikanischen Spielen 1967 in Winnipeg. Bei seinem souveränen Sieg über 50 Kilometer erzielte er mit 4:26:21 h einen nationalen Rekord. Bei den Olympischen Spielen 1968 errang er in 4:32:55 h die Bronzemedaille hinter dem Ostdeutschen Christoph Höhne (4:20:14 h) und dem Ungarn Antal Kiss (4:30:17 h). Young ging das Rennen vergleichsweise langsam an und konnte so auf den letzten Kilometern viele seiner Konkurrenten überholen, die die Auswirkungen der Höhenluft in Mexiko-Stadt unterschätzt hatten.
Im folgenden Jahr nahm Young ein Kunststudium mit dem Schwerpunkt Bildhauerei am Columbia College of Missouri auf. Er war der erste Geher, der ein Sportlerstipendium an einer amerikanischen Hochschule erhielt.
Young verteidigte bei den Panamerikanischen Spielen 1971 in Cali seinen Titel erfolgreich. Bei den Olympischen Spielen 1972 in München belegte er in persönlicher Bestleistung von 4:00:46,0 h, über eine halbe Stunde besser als in Mexiko-Stadt, erneut den dritten Rang. Es siegte der Westdeutsche Bernd Kannenberg (3:56:11,6 h) vor Weniamin Soldatenko aus der Sowjetunion (3:58:24,0 h). Daneben wurde Young im 20-Kilometer-Wettbewerb Zehnter. Über diese Distanz gewann er bei den Panamerikanischen Spielen 1975 in Mexiko-Stadt die Bronzemedaille. Danach gelangen ihm keine weitere Podestplatzierungen bei internationalen Großereignissen. Über 50 Kilometer belegte er bei der Weltmeisterschaft 1976 in Malmö den 21. Platz und beim Weltcup der Geher 1977 in Milton Keynes den 13. Platz.
Larry Young ist 1,78 m und hatte ein Wettkampfgewicht von 67 kg. Nach Ende seiner leistungssportlichen Laufbahn wirkte er als Bildhauer.

## Bestleistungen
- 20 km: 1:30:10 h, 1974
- 50 km: 4:00:46 h, 3. September 1972, München